# غاقة كبيرة

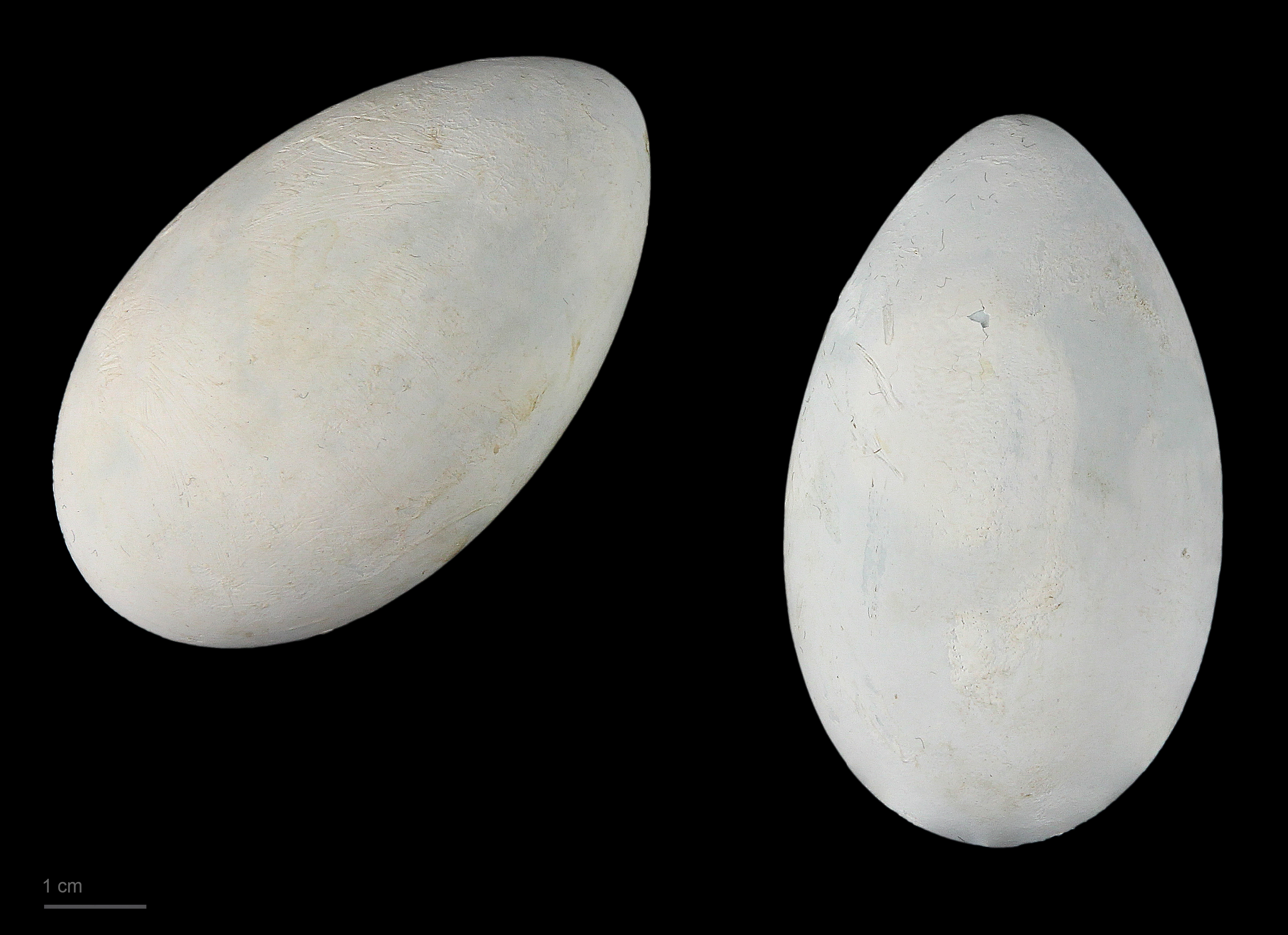
بيضتا الغاقة الكبيرة

الغاقة الكبيرة أو غراب البحر (الاسم العلمي: Phalacrocorax  carbo) (بالإنجليزية: Great  Cormorant)‏ هو طائر ينتمي إلى غاقيات (فصيلة: Phalacrocoracidae).